# Rasmus Stjerne
Rasmus Stjerne Hansen (født 26. maj 1988) er en dansk curlingspiller, som på klubniveau repræsenterer Hvidovre Curling Club, og som seks gange har repræsenteret Danmark ved junior-VM i curling. Rasmus Stjernes bedste internationale resultat blev opnået i 2009, da han ledte det danske hold til VM-guld ved junior-VM i Canada.
Rasmus Stjerne er søn af Tommy Stjerne, som bl.a. vandt bronzemedalje ved VM i curling 1990. Tidligere generalsekretær for Dansk Boldspil-Union (DBU) Jim Stjerne Hansen er Rasmus Stjernes farbror.
Privat danner Rasmus Stjerne par med curlingspilleren Lene Nielsen.